# Église Saint-Laurent de Beine-Nauroy
Pour les articles homonymes, voir Église Saint-Laurent.
L'église de Beine-Nauroy est une église catholique située dans la Marne en France.

## Localisation
L'église est située dans le département français de la Marne, sur la commune de Beine-Nauroy.

## Historique
L'église fut grandement endommagée lors de la Grande Guerre, lors de sa reconstruction, de nombreux vitraux furent offerts par des familles pour commémorer cet événement.
L'église est classée au titre des monuments historiques par arrêté du 15 mars 1921.
Il y a dans l'église des fonts baptismaux du XIIe siècle en pierre bleue de Givet. La cuve en forme de vasque, en marbre de Belgique, repose sur quatre colonnettes en calcaire, elle est ornée de quatre têtes humaines et de dragons affrontés, en relief. Le couvercle en cuivre repoussé.

## Images

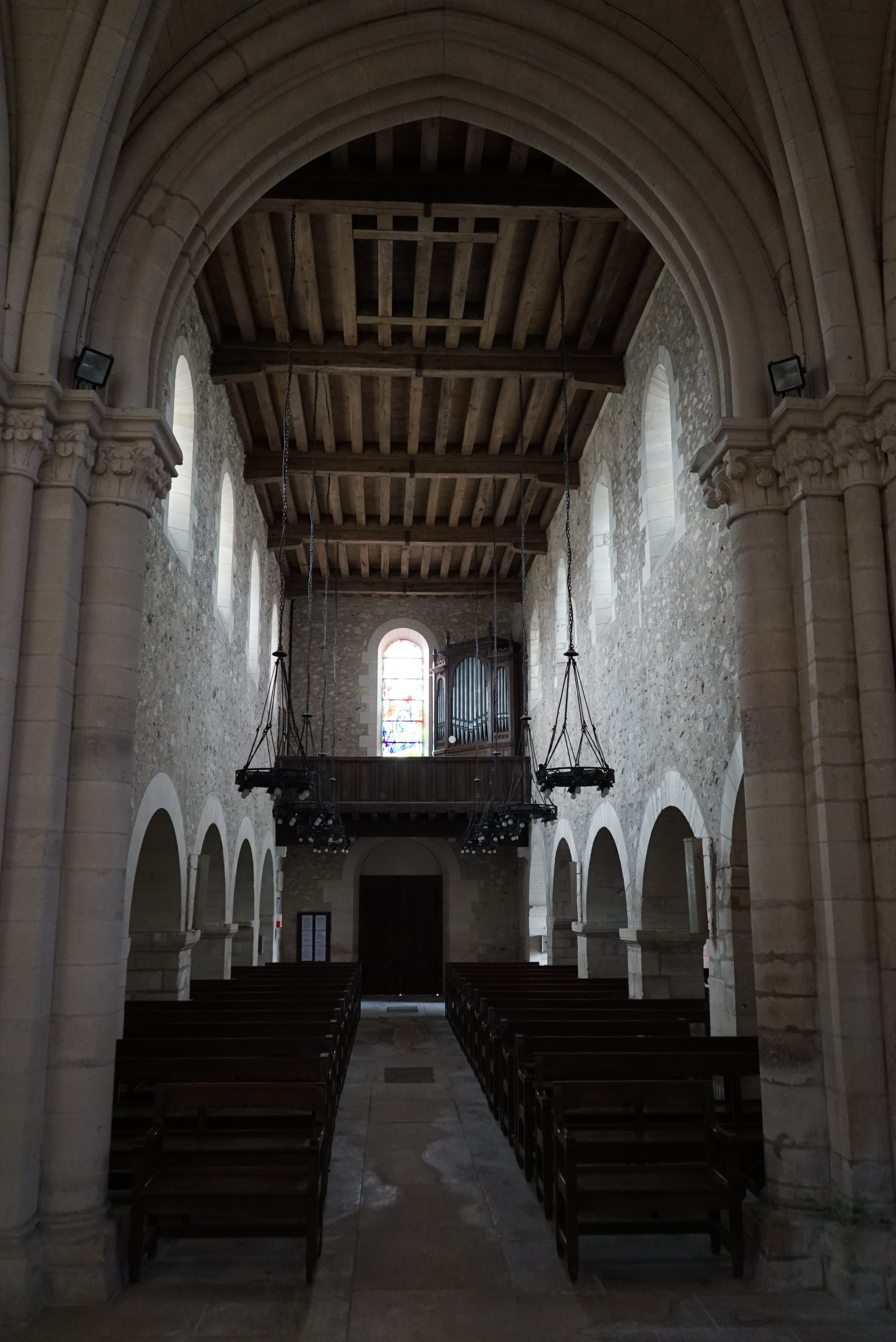
La nef,
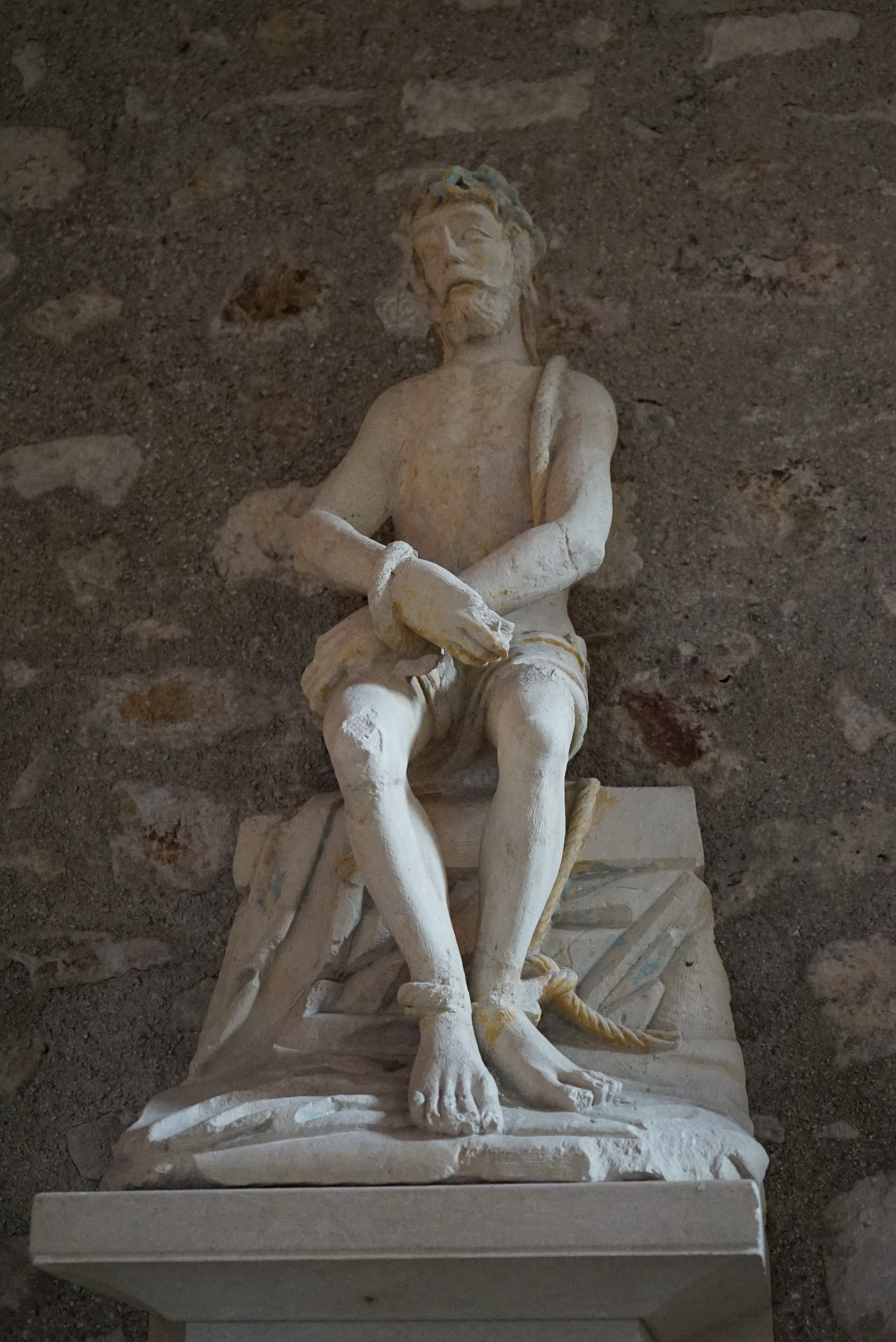
un christ aux liens,
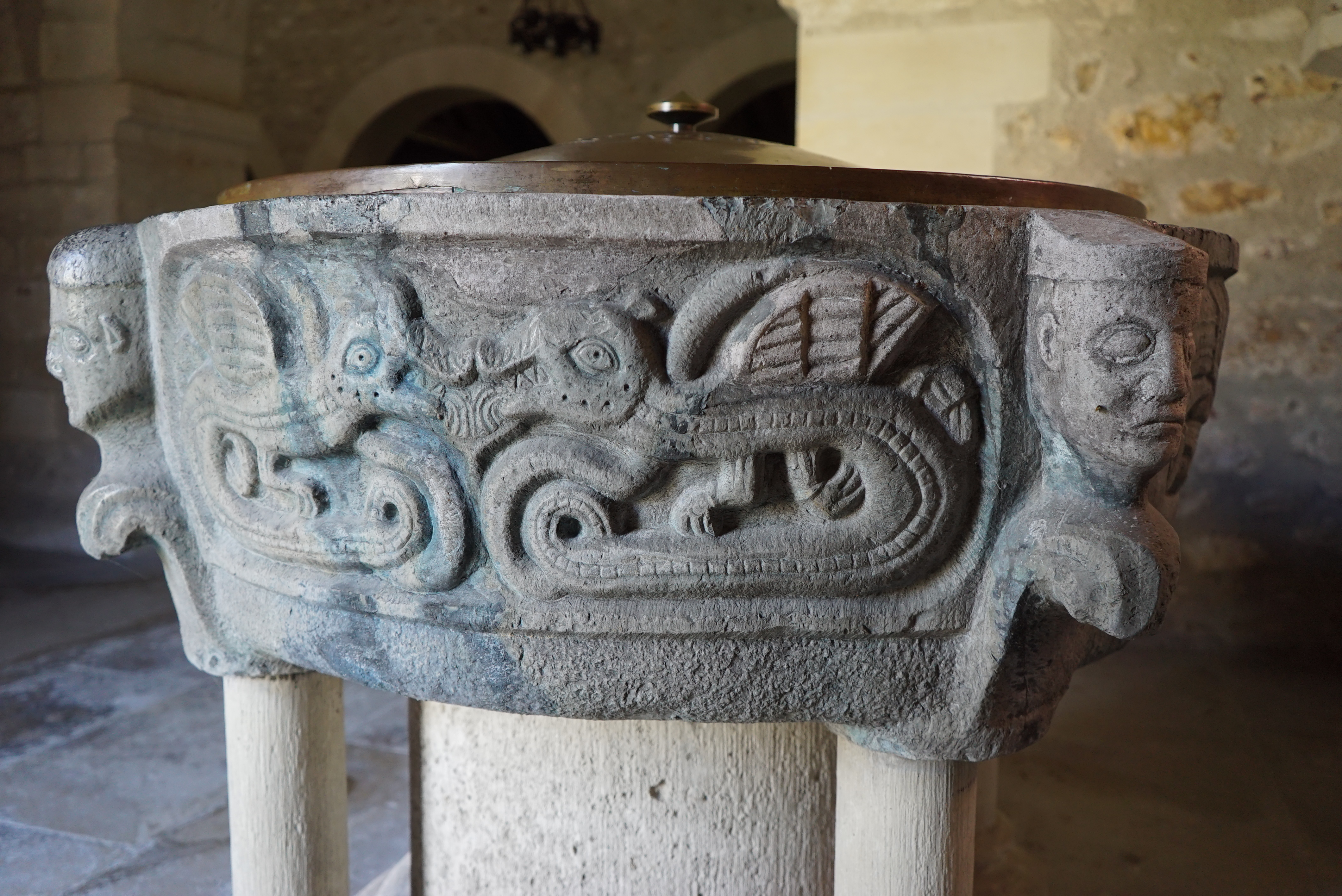
la cuve et les têtes.